# Bettina Kämpf
Bettina Kämpf, später Bettina McIntyre (* 13. Mai 1967 in Frankfurt am Main), ist eine ehemalige deutsche Ruderin.

## Karriere
Die 1,80 Meter große Bettina Kämpf startete für den Frauen-RV Freiweg Frankfurt.
Bei den Juniorenweltmeisterschaften 1985 gewann sie mit dem deutschen Achter die Bronzemedaille. 1986 gewann sie im Zweier ohne Steuerfrau beim Match des Seniors, einer Vorläuferveranstaltung der U23-Weltmeisterschaften.
1987 siegten Bettina Kämpf und Cordula Keller beim Deutschen Meisterschaftsrudern im Zweier ohne Steuerfrau. Bei den Ruder-Weltmeisterschaften 1987 in Kopenhagen belegten die beiden den sechsten Platz. 1988 erreichten die beiden den dritten Platz beim Meisterschaftsrudern. Die Crews der beiden vor ihnen liegenden Boote traten bei den Olympischen Spielen in Seoul im deutschen Achter an. Kämpf und Keller ruderten im Zweier und belegten in Seoul den neunten Platz unter zehn teilnehmenden Booten. 1989 wurde Kämpf noch einmal Dritte beim Match des Seniors.
2003 trat Bettina Kämpf als Bettina McIntyre an und belegte zusammen mit Andrea Unger bei den Weltmeisterschaften in Mailand den siebten Platz im Zweier ohne Steuerfrau.